# Plinia recurvata
Plinia recurvata là một loài thực vật có hoa trong Họ Đào kim nương. Loài này được Urb. miêu tả khoa học đầu tiên năm 1928.